# Тиосулфат
Тиосулфатите (S2O32−) са соли на тиосярната киселина. Представката тио- показва, че тиосулфатите се разглеждат като сулфати, при които единият кислороден атом е заместен със серен. Тиосулфатите се срещат в природата, като някои са участници в определени биохимични процеси. Тиосулфатът бързо дехлорира водата, а освен това е известен и с употребата си в процеса на избелване в хартиената промишленост. Тиосулфати се използват при добива на сребърна руда, обработката на кожени изделия и производството на бои. Натриевият тиосулфат е използван широко в миналото при фиксажа на черно-бели негативи и снимки, а в днешно време се използва амониев тиосулфат, който действа по-бързо. Повечето бактерии могат да метаболизират тиосулфати.

## Получаване
Тиосулфат се получава при взаимодействието на сулфит с елементарна сяра.

## Характерни реакции
Тиосулфатите са стабилни само в неутрална и алкална среда, докато в кисела се разпадат на сулфити и сяра, като понатам сулфитния йон се дехидратира до серен диоксид:
S2O32− (aq) + 2 H+ (aq) → SO2 (g) + S (s) + H2O
Тиосулфатите реагират различно с халогените, в зависимост от окислителната им сила:
2 S2O32− (aq) + I2 (aq) → S4O62− (aq) + 2 I− (aq)
S2O32− (aq) + 4 Br2 (aq) + 5 H2O(l) → 2 SO42− (aq) + 8 Br− (aq) + 10 H+ (aq)
S2O32− (aq) + 4 Cl2 (aq) + 5 H2O (l) → 2 SO42− (aq) + 8 Cl− (aq) + 10 H+ (aq)
Тиосулфатите бързо корозират металите при контакт. Стоманата и неръждаемата стомана са частично чувствителни при питинг корозия с тиосулфати.
Разпространението на тиосулфатите в природата, практически е ограничено до много редкия минерал сидриетерсит, Pb4(S2O3)O2(OH)2,, като са установени тиосулфати и в друг рядък минерал баженовит.